# Prix Élie-Cartan
Le prix Élie-Cartan est un prix mathématique de l'Académie des sciences créé en 1980. Il récompense tous les trois ans un mathématicien français ou étranger, âge de moins de 45 ans « ayant accompli une œuvre scientifique soit par l’introduction d’idées nouvelles, soit par la solution d’un problème difficile. ». Le prix porte le nom du mathématicien français Élie Cartan et il est doté de 3 800 euros (2012).

## Lauréats
- 1981 Dennis Sullivan[2]
- 1984 Mikhaïl Gromov[2]
- 1987 Johannes Sjöstrand[2]
- 1990 Jean Bourgain[3]
- 1993 Clifford Taubes[4]
- 1996 Don Zagier[5]
- 1999 Laurent Clozel[6]
- 2002 Jean-Benoît Bost[6]
- 2006 Emmanuel Ullmo[7]
- 2009 Raphaël Rouquier[6]
- 2012 Francis Brown[1] pour « sa preuve de deux conjectures concernant les valeurs zêtas multiples »[8]
- 2015 Anna Erschler, directeur de recherche au Centre national de la recherche scientifique à l’École normale supérieure à Paris[9]
- 2018 Vincent Pilloni, chargé de recherche au Centre national de la recherche scientifique à l’École normale supérieure de Lyon[10]
- 2022 Romain Dujardin[11]